# Långtjärnen (Norsjö socken, Västerbotten, 720893-165117)
Långtjärnen är en sjö i Norsjö kommun i Västerbotten och ingår i Umeälvens huvudavrinningsområde.